# Starstrippers
Starstrippers was een Nederlands televisieprogramma uit 2003 van Yorin waarin Froukje de Both samen met Gary Carter acht weken lang op zoek ging naar de meest sexy mannen in Nederland.
De gevonden heren hoefden niet moeders mooiste te zijn. Het ging erom hoe ze uit de kleren gaan en of ze een bepaalde suggestie kunnen opwekken. Volgens de programmamakers zit sex-appeal niet alleen in het lichaam, maar zijn stijl, charme, humor en brutaliteit net zo belangrijk. Aanstormend talent kreeg een kans op een professionele training aangeboden.
In de halve finale stelde het programma het ultieme stripteam samen, dat uit zes heren bestond. Zij streden in de grand finale van 30 juni 2003 om een spetterend televisie-optreden.
Poedelnaakt kreeg de kijker ze niet te zien, want het ging Yorin om de (theater)kunst van het verleiden; de tease binnen de striptease. Na elke aflevering gingen twee kandidaten door naar de finale. In elke aflevering werd een bepaald type man gezocht (onder meer een pretty boy, een ruwe man en mister Universe).
In de zoektocht naar striptalent kregen de makers te maken met zeer uiteenlopende ego's. "Als ik er goed uit zou zien, zou ik best mee willen doen", zei de ene ondervraagde in een kroeg. Of: "Je wil mij echt niet in m'n nakie zien." Anderen waren juist zeer zelfverzekerd: "Ik ben trots op m'n lichaam en dat wil ik best delen."

## Trivia
- Starstrippers verdween in 2003 al na een seizoen van de buis. Niet alleen door de matige kijkcijfers, maar ook omdat Eyeworks vanuit Australië beschuldigd werd van plagiaat.[2] Screentime vond ‘Starstrippers’ een regelrechte kopie van zijn eigen format StripSearch.